# NGC 6425
NGC 6425 في الفهرس العام الجديد، هو عنقود نجمي، يقع في كوكبة العقرب. اكتشف في 3 أغسطس 1834 . بواسطة جون هيرشل .

## روابط خارجية
- NGC 6425 على موقع ويكي سكاي: DSS2, SDSS, GALEX, IRAS, Hydrogen α, X-Ray, Astrophoto, Sky Map, Articles and images